# Christian Kuhnke
Christian Kuhnke (14 de abril de 1939, Berlim) foi um tenista alemão. 
O tenista foi finalista no Torneio Roland-Garros de 1962. Disputou a Copa Davis defendendo a Alemanha entre 1960-1965 e 1969-1972 .